# S/S Ilona
S/S Ilona är ett finländskt ångfartyg, som byggdes av Oy Lehtoniemi Ab i Jorois 1927. 
S/S Ilona gick som S/S Riistavesi i närmare 30 år i lokaltrafik på nordliga delen av Saimen. Därefter var hon från 1956 bogserbåt, och från 1969 passagerarfartyg igen. Hon är numera restaurangbåt i Lahtis.